# 고리치아 그라디스카 후백국
고리치아 그라디스카 후백국(독일어: Gefürstete Grafschaft Görz und Gradisca, 이탈리아어: Principesca Contea di Gorizia e Gradisca, 슬로베니아어: Poknežena grofija Goriška in Gradiščanska)은 1754년부터 1919년까지 현재의 이탈리아, 슬로베니아에 존재했던 백작령이다.
1754년 고리치아 백국과 그라디스카디손초 백국이 하나로 통합되면서 고리치아 그라디스카 후백국이 신설되었다. 그라디스카디손초는 원래 합스부르크 가의 왕실 소유지였던 곳이다. 나폴레옹 전쟁 중이던 1805년부터 1813년까지는 프랑스의 지배를 받았다.
1867년 오스트리아-헝가리 제국이 수립되면서 오스트리아-헝가리 제국의 구성국 가운데 하나였던 오스트리아 연해 지대의 일부가 되었다. 오스트리아 연해지대는 트리에스테 제국 자유 도시, 고리치아 그라디스카 후백국, 이스트라 변경백국으로 구성되어 있었다. 1919년 생제르맹 조약에 따라 이탈리아에 편입되었다. 제2차 세계 대전 이후에 이 지역은 이탈리아령, 슬로베니아령으로 나뉘었다.

## 같이 보기
- 고리치아